# Otchłań w niebie
Otchłań w niebie (tyt. oryg. A Deepness in the Sky) – powieść science fiction z elementami space opery amerykańskiego pisarza Vernora Vingego. Prequel nagrodzonej nagrodą Hugo powieści Ogień nad otchłanią.
Powieść zdobyła nagrody: Hugo, Campbella i Prometeusza w 2000 oraz Nagrodę im. Kurda Lasswitza w 2004. Była także nominowana do nagród: Nebula, Clarke’a i Locusa.

## Fabuła
Akcja rozgrywa się w odległej przyszłości, gdy współzawodniczą ze sobą dwie cywilizacje ludzkie: Queng Ho – kupcy handlujący między gwiazdami oraz okryci tajemnicą Emergenci. Obydwie cywilizacje spotykają się przy planecie krążącej wokół gwiazdy OnOff, gdzie rozwinęło się rozumne życie. Gwiazda ta świeci tylko przez 30 lat z 250, przez pozostały czas na powierzchni planety zapada absolutna zima. Na planecie, zwanej Arachne, toczą wojny istoty przypominające olbrzymie pająki. Gdy słońce gaśnie, zapadają w stan hibernacji, gdy słońce ożywa, budzą się i walczą dalej. Pewnego dnia pojawia się wśród nich szalony wizjoner, Sherkaner Underhill, który wymyśla, jak można i podczas okresu Ciemności pozostać aktywnym i zniszczyć swoich wrogów.